# Lee Sun-won
Lee Soon-won oder Lee Sun-won (* 2. Mai 1958 in Kangnŭng, Kangwon-do) ist ein südkoreanischer Schriftsteller.

## Leben
Lee Sun-won wurde in dem kleinen Bergdorf Ŭich'ŏlli nahe Kangnŭngs, in der Provinz Kangwon geboren. In der Familie von Lee Sun-won stand eine strenge Familienmoral basierend auf dem traditionellen Konfuzianismus im Vordergrund. Ab 1965 besuchte er die Grundschule. Nach dem Abschluss der Oberschule wollte er Bauer werden und baute in der Gegend von Taegwallyŏng Gemüse an.
1977 schrieb er sich an der Kangwon-Universität für das Hauptfach Betriebswirtschaftslehre ein, doch sein Interesse galt der Literatur. Im darauf folgenden Jahr las er Cho Se-huis Erzählung Der Zwerg. Sie beeindruckte ihn sehr, und er begann sich ausschließlich damit zu beschäftigen, koreanische Literatur zu bearbeiten und eigene Entwürfen zu verfassen. 1980 wurde er in die Armee eingezogen. Seine Erfahrungen finden sich in zahlreichen Motiven seiner Frühwerke wieder. Lee Sun-won war der Meinung, die Armee sei der Nährboden für Widerspruch, Korruption und gewaltsame Autorität. Ferner glaubte er, die Missstände der Armee stünden in Zusammenhang mit den strukturellen Problemen der Gesellschaft.
In seinen frühen Werken konzentrierte er sich darauf, die Ursachen sozialer Widersprüche und von Korruption zu ergründen. Nach der Veröffentlichung von Wasserfarbe, das Muster des Wassers, die sich mit gesellschaftlichen Themen beschäftigen, stand in den Werken Wasserfarbe (Fortsetzungsroman), Ŭnbiryŏng, Auf der Suche nach dem Maultier, Der Weg, den ich gemeinsam mit meinem Sohn gehe und schließlich Reinheit die Empfindsamkeit im Mittelpunkt.

## Arbeiten

### Koreanisch

#### Erzählungen
- 그 여름의 꽃게 (Die Krabben dieses Sommers) Seoul: Segyesa 1989
- 우리들의 석기시대 (Unser Steinzeitalter) Seoul: Koryŏwon 1991
- 얼굴 (Das Gesicht) Seoul: Munhak-kwa chisŏngsa 1993
- 낙타는 무릎이 약하다 (Das Kamel hat schwache Knie) Seoul: JoongAng Ilbo 1996
- 말을 찾아서 (Auf der Suche nach dem Maultier) Seoul: Munidang 1997
- 어떤 봄날의 헌화가 (Blumen niederlegen an einem Frühlingstag) Seoul: Hanŭl yŏnmot 1997
- 19세 (19-jährig) Seoul: Segyesa, 1999
- 첫사랑 (Erste Liebe) Seoul: Segyesa 2000
- 순 (Reinheit) Seoul: Saenggak-ŭi namu 2000
- 은비령 (Eunbiryeong) Seoul: Saenggak-ŭi namu 2001
- 그가 걸음을 멈추었을 때 (Als er stehen blieb) Seoul: Saenggak-ŭi namu 2003

#### Romane
- 압구정동엔 비상구가 없다 (In Apgujeongdong gibt es keinen Notausgang) Seoul: JoongAng Ilbo 1992
- 압구정동엔 무지개가 뜨지 않는다 (In Apgujeongdong erscheint kein Regenbogen) Seoul: JoongAng Ilbo 1993
- 미혼에게 바친다 (Für Singles) Seoul: P'urŭn sup 1995
- 에덴에 그를 보낸다 (Ihn nach Eden schicken) Seoul: Ch'aengnamu 1995
- 아들과 함께 걷는 길 (Der Weg, den ich gemeinsam mit meinem Sohn gehe) Seoul: Haenaem 1996
- 수색, 그 물빛 무늬 (Wasserfarbe, das Muster des Wassers) Seoul: Minŭmsa 1996
- 독약 같은 사랑 (Liebe wie ein Gift) Seoul: Hyundae munhaksa 1998
- 해파리에 관한 명상 (Meditation über die Qualle) Seoul: Chakka chŏngsin 1998
- 그대 정동진에 가면 (Wenn Sie nach Jeongdeongjin gehen) Seoul: Minŭmsa 1999
- 모델 (Modell) Seoul: Haenaem 2004

### Übersetzungen

#### Englisch
- Susaek Homa & Sekey Books, 2008.

#### Spanisch
- Reflexiones sobre una medusa  Editorial Trotta, S.A.; Edición: 1 (20 de octubre de 2005)
- El Camino Andado Con Mi Hijo verbum; Edición: 1 (1 de enero de 2009)

## Auszeichnungen
- 2000 – 제1회 효석문학상 (Hyosŏk Literaturpreis)
- 2000 – 제5회 한무숙문학상(Han Mu-suk Literaturpreis)
- 1997 – 제42회 현대문학상(Preis für zeitgenössische Literatur)
- 1996 – 제27회 동인문학상(Tongin-Literaturpreis)
- 1988 – 신인상(Preis für Nachwuchsautoren)